# Sport Club Internacional (futebol feminino)
O Sport Club Internacional (futebol feminino) (mais conhecida pelo apelido Gurias Coloradas) é a equipe de futebol feminino do Internacional, clube que tem sede na cidade de Porto Alegre, capital do estado do Rio Grande do Sul. A equipe foi criada em 1983, e foi uma das pioneiras da região na época. O time é o maior campeão estadual com onze títulos, além de vários títulos na base.

## História
O clube iniciou às atividades da modalidade em 1983 e, em 1987, conquistou o terceiro lugar no Campeonato Brasileiro. Em 1996, por iniciativa de Eduarda Luizelli (Duda), o Inter retomou o esporte, e em 2000, se sagrou campeão da Copa Sul. No ano seguinte foi bicampeão, vencedor da Copa Cidade de Gravataí e, foi medalha de bronze da Taça Brasil.
Após um período sem atividades, o departamento de futebol feminino foi novamente reativado no ano de 2017, em movimento que antecipou a obrigatoriedade da CONMEBOL, que entraria em vigência a partir de 2019.
Em seu primeiro ano de atividade, as Gurias Coloradas garantiram vaga no Brasileirão A2 de 2018, a segunda divisão do futebol feminino nacional. Também em 2017, o clube levantou a taça do Gauchão, primeiro troféu conquistado após a reativação do departamento, erguido depois de vitória sobre o Grêmio na final.
No ano seguinte, disputando o campeonato nacional, as Gurias Coloradas chegaram invictas às semifinais do Brasileirão A2. Superadas pelo Vitória, o clube encerrou a participação na terceira colocação, mas foi promovido devido a desistência do Rio Preto.
Nos primeiros anos de elite, o clube conseguiu avançar de fase, sendo eliminado nas quartas de final. Em 2021, o clube fez sua melhor campanha e terminou na quarta colocação, sendo eliminadas pelo Palmeiras nas semis. O clube também conseguiu o tricampeonato estadual, sobre o rival Grêmio.

## Títulos
| REGIONAIS                                   | REGIONAIS                                  | REGIONAIS | REGIONAIS                                                               |
|                                             | Competição                                 | Títulos   | Temporadas                                                              |
| ------------------------------------------- | ------------------------------------------ | --------- | ----------------------------------------------------------------------- |
| Paraná · Rio Grande do Sul · Santa Catarina | Copa Sul                                   | 3         | 2000, 2001 e 2003                                                       |
| ESTADUAIS                                   |                                            |           |                                                                         |
|                                             | Competição                                 | Títulos   | Temporadas                                                              |
| Rio Grande do Sul                           | Campeonato Gaúcho                          | 12        | 1983, 1984, 1997, 1998, 1999, 2002, 2003, 2017, 2019, 2020, 2021 e 2023 |
| Rio Grande do Sul                           | Campeonato Gaúcho Master                   | 1         | 2006                                                                    |
| Rio Grande do Sul                           | Campeonato Metropolitano                   | 3         | 2001, 2002 e 2003                                                       |
| Rio Grande do Sul                           | Jogos Intermunicipais do Rio Grande do Sul | 1         | 2003                                                                    |
| Rio Grande do Sul                           | Campeonato Serrano                         | 1         | 2007                                                                    |
| AMISTOSAS                                   |                                            |           |                                                                         |
|                                             | Competição                                 | Títulos   | Temporadas                                                              |
| Brasil                                      | Brasil Ladies Cup                          | 1         | 2023                                                                    |
| Rio Grande do Sul                           | Copa Cidade de Gravataí                    | 1         | 2001                                                                    |
| Rio Grande do Sul                           | Copa Novo Hamburgo                         | 1         | 2003                                                                    |

### Categorias de Base

#### Categoria Sub-20
| NACIONAIS         | NACIONAIS             | NACIONAIS | NACIONAIS                  |
|                   | Competição            | Títulos   | Temporadas                 |
| ----------------- | --------------------- | --------- | -------------------------- |
| Brasil            | Campeonato Brasileiro | 3         | 2019 (sub-18), 2022 e 2023 |
| ESTADUAIS         |                       |           |                            |
|                   | Competição            | Títulos   | Temporadas                 |
| Rio Grande do Sul | Campeonato Gaúcho     | 1         | 2019 (sub-18)              |
| MUNICIPAIS        |                       |           |                            |
|                   | Competição            | Títulos   | Temporadas                 |
|                   | Campeonato Municipal  | 3         | 2001, 2002 e 2003          |
| AMISTOSAS         |                       |           |                            |
|                   | Competição            | Títulos   | Temporadas                 |
| Rio Grande do Sul | Copa Gramado/Siapergs | 1         | 2023                       |

#### Categoria Sub-17
| INTERNACIONAIS    | INTERNACIONAIS                        | INTERNACIONAIS | INTERNACIONAIS                               |
|                   | Competição                            | Títulos        | Temporadas                                   |
| ----------------- | ------------------------------------- | -------------- | -------------------------------------------- |
|                   | CONMEBOL Fiesta Evolución Sub-16      | 1              | 2020                                         |
| NACIONAIS         |                                       |                |                                              |
|                   | Competição                            | Títulos        | Temporadas                                   |
| Brasil            | Campeonato Brasileiro                 | 3              | 2019 (sub-16), 2022 e 2024                   |
| Brasil            | Liga de Desenvolvimento Sub-16 da CBF | 1              | 2019                                         |
| ESTADUAIS         |                                       |                |                                              |
|                   | Competição                            | Títulos        | Temporadas                                   |
| Rio Grande do Sul | Campeonato Gaúcho                     | 6              | 2017, 2018, 2019 (sub-16), 2021, 2022 e 2023 |
| MUNICIPAIS        |                                       |                |                                              |
|                   | Competição                            | Títulos        | Temporadas                                   |
|                   | Jogos de Porto Alegre                 | 1              | 2003                                         |
| AMISTOSAS         |                                       |                |                                              |
|                   | Competição                            | Títulos        | Temporadas                                   |
| Rio Grande do Sul | Torneio Emancipação                   | 1              | 2003                                         |

#### Categoria Sub-15
| NACIONAIS         | NACIONAIS                             | NACIONAIS | NACIONAIS                  |
|                   | Competição                            | Títulos   | Temporadas                 |
| ----------------- | ------------------------------------- | --------- | -------------------------- |
| Brasil            | Liga de Desenvolvimento Sub-14 da CBF | 1         | 2021                       |
| ESTADUAIS         |                                       |           |                            |
|                   | Competição                            | Títulos   | Temporadas                 |
| Rio Grande do Sul | Campeonato Gaúcho                     | 3         | 2017, 2018 e 2019 (sub-14) |
| MUNICIPAIS        |                                       |           |                            |
|                   | Competição                            | Títulos   | Temporadas                 |
|                   | Jogos de Porto Alegre                 | 1         | 2003                       |
| AMISTOSAS         |                                       |           |                            |
|                   | Competição                            | Títulos   | Temporadas                 |
| Brasil            | Copa Brasileira Infantil              | 1         | 2003                       |

#### Categoria Sub-13
| MUNICIPAIS | MUNICIPAIS            | MUNICIPAIS | MUNICIPAIS |
|            | Competição            | Títulos    | Temporadas |
| ---------- | --------------------- | ---------- | ---------- |
|            | Jogos de Porto Alegre | 1          | 2003       |

## Elenco atual
Última atualização: 15 de fevereiro de 2024.